# Pletes de les Pallargues
Les Pletes de les Pallargues és una obra del poble de Mont-roig, al municipi dels Plans de Sió (Segarra) protegida com a bé cultural d'interès local.

## Descripció
Les pletes són les antigues cabanes on es resguardava el bestiar, parteixen de la mateixa tècnica constructiva que les cabanes de volta però adaptant-les a les necessitats derivades de la ramaderia. Així generalment són de majors dimensions, amb un espai tancat, una part coberta, una de descoberta i amb la particularitat d'estar descobertes pel davant.
Aquestes pletes estan formades per cinc voltes realitzades amb volta de canó i arc de mig punt exterior, mitjançant carreus de pedra de mitjanes dimensions i col·locats en pedra seca i cobertes exteriorment de terra per donar més compacitat a la volta i a la càrrega. Per les seves característiques constructives, la volta situada més a la dreta podia estar coberta originàriament, utilitzant-se com a aixopluc pel ramader, ja que presenta majors dimensions i sobresurt de la resta de voltes.